# Gare de Mullerhof
Gare de Mullerhof vasútállomás Franciaországban, Muhlbach-sur-Bruche településen.

## Vasútvonalak
Az állomást az alábbi vasútvonalak érintik:
- Strasbourg–Saint-Dié-vasútvonal

## Kapcsolódó állomások
A vasútállomáshoz az alábbi állomások vannak a legközelebb:
- Gare de Lutzelhouse
- Gare d’Urmatt